# Them Crooked Vultures
Them Crooked Vultures – hardrockowa supergrupa, w której skład wchodzą: Josh Homme (Kyuss, Queens of the Stone Age, Eagles of Death Metal), Dave Grohl (Foo Fighters, Nirvana) oraz John Paul Jones (Led Zeppelin).

## Historia
Pierwsze wzmianki o Them Crooked Vultures pochodzą z 2005 roku, kiedy to Dave Grohl w wywiadzie dla magazynu Mojo powiedział: "Następny projekt, który próbuję zainicjować dotyczy mnie na perkusji, Josha Homme na gitarze oraz Johna Paula Jonesa na basie. To będzie najbliższy album". W lipcu 2009 roku żona Josha Homme'a, Brody Dalle, potwierdziła powstanie tego projektu.
Zespół zagrał pierwszy koncert 9 sierpnia 2009 roku w klubie Metro Chicago, a debiut w Europie odbył się już 19 sierpnia tego samego roku. Zespół zagrał, między innymi, podczas dużych festiwali odbywających się w tym czasie, takich jak Pukkelpop oraz Lowlands, a także na festiwalu w Reading.
Wydanie pierwszej płyty zespołu, zatytułowanej po prostu Them Crooked Vultures, zaplanowano na 17 listopada 2009 roku. Nagrań na płytę dokonano w lipcu 2009 w Los Angeles. Wydawnictwo zadebiutowało na 12. miejscu listy Billboard 200 w Stanach Zjednoczonych sprzedając się w przeciągu tygodnia od premiery w nakładzie 70 000 egzemplarzy. Płytę promował singel New Fang, który zespół udostępnił za darmo do ściągnięcia z internetu 2 listopada 2009. Ponadto w ramach promocji do kompozycji został zrealizowany teledysk, który wyreżyserował Paul Minor.
9 listopada 2009 roku zespół oficjalnie udostępnił całą płytę na kanale YouTube. Dzięki takiemu podejściu zainteresowanie grupą jeszcze wzrosło. Wszystkie bilety na koncerty w Wielkiej Brytanii sprzedano w 12 minut.

## Muzycy
- Josh Homme – wokal prowadzący, gitara prowadząca (od 2009)
- John Paul Jones – gitara basowa, instrumenty klawiszowe, wokal wspierający (od 2009)
- Dave Grohl – perkusja, wokal wspierający (od 2009)

Muzycy koncertowi
- Alain Johannes – gitara rytmiczna, instrumenty klawiszowe, wokal wspierający (od 2009)

## Dyskografia
| Rok  | Tytuł                                                                 | Pozycja na liście | Pozycja na liście | Pozycja na liście | Pozycja na liście | Pozycja na liście | Pozycja na liście | Pozycja na liście | Pozycja na liście | Pozycja na liście | Pozycja na liście | Pozycja na liście | Certyfikat   |
| Rok  | Tytuł                                                                 | USA               | CAN               | FRA               | AUT               | CHE               | SWE               | NOR               | FIN               | AUS               | NZL               | NLD               | Certyfikat   |
| ---- | --------------------------------------------------------------------- | ----------------- | ----------------- | ----------------- | ----------------- | ----------------- | ----------------- | ----------------- | ----------------- | ----------------- | ----------------- | ----------------- | ------------ |
| 2009 | Them Crooked Vultures - Data: 16 listopada 2009 - Wydawca: Sony Music | 12                | 5                 | 38                | 25                | 10                | 33                | 5                 | 13                | 4                 | 2                 | 9                 | - CAN: złoto |